# ستيفن جاي فريدمان
ستيفن جاي فريدمان (بالإنجليزية: Stephen J. Friedman)‏ هو منتج أفلام وكاتب سيناريو ومحامي أمريكي، ولد في 15 مارس 1937 في بروكلين في الولايات المتحدة، وتوفي في 4 أكتوبر 1996 في برينتووود في الولايات المتحدة بسبب ورم نخاعي متعدد.

## وصلات خارجية
- ستيفن جاي فريدمان على موقع IMDb (الإنجليزية)
- ستيفن جاي فريدمان على موقع قاعدة بيانات الفيلم (الإنجليزية)